# العلاقات البحرينية السيراليونية
العلاقات البحرينية السيراليونية هي العلاقات الثنائية التي تجمع بين البحرين وسيراليون.

## مقارنة بين البلدين
هذه مقارنة عامة ومرجعية للدولتين:
| وجه المقارنة                                              | البحرين       | سيراليون       |
| --------------------------------------------------------- | ------------- | -------------- |
| المساحة (كم2)                                             | 765           | 71.74 ألف      |
| عدد السكان (نسمة)                                         | 1.49 مليون    | 7.56 مليون     |
| الكثافة السكانية (ن./كم²)                                 | 194.77 ألف    | 105.38         |
| العاصمة                                                   | المنامة       | فريتاون        |
| اللغة الرسمية                                             | اللغة العربية | لغة إنجليزية   |
| العملة                                                    | دينار بحريني  | ليون سيراليوني |
| الناتج المحلي الإجمالي (بليون دولار)                      | 35.31 مليار   | 3.77 مليار     |
| الناتج المحلي الإجمالي (تعادل القوة الشرائية) بليون دولار | 64.16 مليار   | 10.13 مليار    |
| الناتج المحلي الإجمالي الاسمي للفرد دولار أمريكي          | 22.60 ألف     | 653            |
| الناتج المحلي الإجمالي للفرد دولار أمريكي                 | 45.50 ألف     | 1.97 ألف       |
| مؤشر التنمية البشرية                                      | 0.824         | 0.413          |
| رمز المكالمات الدولي                                      | +973          | +232           |
| رمز الإنترنت                                              | .bh           | .sl            |
| المنطقة الزمنية                                           | ت ع م+03:00   | 00             |

## منظمات دولية مشتركة
يشترك البلدان في عضوية مجموعة من المنظمات الدولية، منها:
| علم المنظمة | اسم المنظمة                               | تاريخ انضمام البحرين | تاريخ انضمام سيراليون |
| ----------- | ----------------------------------------- | -------------------- | --------------------- |
|             | يونسكو                                    | 18 يناير 1972        | 28 مارس 1962          |
|             | مؤسسة التمويل الدولية                     | 22 سبتمبر 1995       | 10 سبتمبر 1962        |
|             | منظمة حظر الأسلحة الكيميائية              | ?                    | ?                     |
|             | الأمم المتحدة                             | 21 سبتمبر 1971       | 27 سبتمبر 1961        |
|             | الاتحاد الدولي للاتصالات                  | 1975                 | 30 ديسمبر 1961        |
|             | منظمة التعاون الإسلامي                    | ?                    | ?                     |
|             | منظمة الشرطة الجنائية الدولية             | ?                    | ?                     |
|             | الاتحاد البريدي العالمي                   | ?                    | ?                     |
|             | البنك الدولي للإنشاء والتعمير             | 15 سبتمبر 1972       | 10 سبتمبر 1962        |
|             | المركز الدولي لتسوية المنازعات الاستشارية | 15 مارس 1996         | 14 أكتوبر 1966        |
|             | وكالة ضمان الاستثمار متعدد الأطراف        | 12 أبريل 1988        | 20 يونيو 1996         |
|             | منظمة التجارة العالمية                    | ?                    | ?                     |

## وصلات خارجية
- موقع وزارة الخارجية البحرينية